# Antonina Zielikowicz
Antonina Wiktorowna Zielikowicz, z domu Machina, 1° voto Dumczewa (ros. Антонина Викторовна Зеликович (Махина, Думчева), ur. 4 marca 1958 w Riazaniu) – rosyjska wioślarka reprezentująca ZSRR i Wspólnotę Niepodległych Państw, trzykrotna medalistka olimpijska i sześciokrotna medalistka mistrzostw świata.

## Kariera sportowa
Wystąpiła na igrzyskach olimpijskich w Moskwie w 1980, gdzie zdobyła złoty medal w jedynkach. W finale o 0,96 sekundy przegrała z Rumunką Sandą Tomą, a o 1,89 sekundy wyprzedziła Martinę Schröter z NRD. Nie brała udziału w igrzyskach olimpijskich w Los Angeles w 1984, z uwagi na bojkot zawodów przez ZSRR. Wystartowała za to w czwórkach podwójnych na igrzyskach olimpijskich w Seulu w 1988, zdobywając srebrny medal. W finale osada ZSRR w składzie: Irina Kałymbet, Switłana Mazij, Inna Frołowa i Antonina Machina o 1,41 sekundy za reprezentacją NRD i o 0,34 sekundy przed reprezentacją Rumunii. Brała także udział w igrzyskach olimpijskich w Barcelonie w 1992, gdzie w tej samej konkurencji była trzecia. Osada WNP: Jekatierina Karsten, Antonina Zelikowicz, Tatjana Ustiużanina i Jelena Chłopcewa uplasowały się w finale 4,89 sekundy za Niemkami i 0,73 sekundy za Rumunkami.
W dwójkach podwójnych zdobywała złoto na mistrzostwach świata w Monachium (1981) i mistrzostwach świata w Lucernie (1982) oraz srebro na mistrzostwach świata w Duisburgu (1983). Następnie była druga w czwórkach podwójnych na mistrzostwach świata w Hazewinkel (1985) i trzecia na mistrzostwach świata w Kopenhadze (1987). Ponadto wywalczyła trzecie miejsce w jedynkach na mistrzostwach świata w Nottingham (1986), plasując się za Juttą Behrendt z NRD i Magdaleną Georgiewą z Bułgarii.
Kształciła się na Moskiewskim Państwowym Instytucie Wychowania Fizycznego im. Lenina (obecnie Rosyjski Państwowy Uniwersytet Kultury Fizycznej, Sportu, Młodzieży i Turystyki) w Moskwie. 15 razy zdobywała mistrzostwo ZSRR i trzykrotnie mistrzostwo Rosji. Odznaczona medalem „Za pracowniczą dzielność”.
Zarówno jej pierwszy mąż, Aleksandr Dumczew, jak i drugi, Jurij Zielikowicz, także byli wioślarzami.